# Francesc Xavier Navarro i Ortiz
Francesc Xavier Navarro i Ortiz (Terrassa, 30 d'octubre de 1972) és un exfutbolista català, que jugava de defensa.

## Trajectòria esportiva
La temporada 95/96, formant part del CD Logroñés, aconsegueix l'ascens a primera divisió. Eixe any juga 33 partits, però perd la continuïtat a la màxima categoria, on tan sols hi apareix en 8. A partir de la temporada 97/98 recala a la UE Lleida. Els primers anys és titular al conjunt català, però la seua aportació va de més a menys i amb prou feines hi participa en la 00/01, 45 minuts. Eixa campanya, el Lleida baixa a Segona B. Navarro també va militar a la Unió Deportiva Atlètica Gramenet i al Palamós CF.